# Gerhard Andres
Gerhard Andres (* 17. April 1922 in Plan bei Marienbad, Tschechoslowakei; † nicht ermittelt) war ein deutscher Geologe und Hydrologe.

## Leben und Werk
Nach dem Schulbesuch studierte er, erlangte den Abschluss als Diplom-Geologe und promovierte 1950 an der Universität Erlangen zum Dr. rer. nat. Als solcher war er in München am Bayerischen Landesamt für Wasserwirtschaft tätig. Er erarbeitete u. a. mehrere Blätter der hydrogeologischen Übersichtskarten von Bayern und stieg bis zum Leitenden Regierungsdirektor auf.

## Schriften (Auswahl)
- Die Landentwicklung der südlichen Frankenalb im Gebiet Hofstetten-Gaimersheim-Wettstetten. Erlangen 1950.
- Die Landschaftsentwicklung der südlichen Frankenalb im Gebiet Hofstetten-Gaimersheim-Wettstetten nördlich von Ingolstadt. Bayerisches Geologisches Landesamt, München 1951.
- Eine Kalkalge aus dem Toton der südlichen Frankenalb. In: Geologica Bavarica, 1952.
- (Mitarbeit): Kiesgrube und Landschaft. Handbuch über den Abbau von Sand und Kies, über Gestaltung, Rekultivierung und Renaturierung. 2. Aufl., 1985.
- Untersuchungen zum Grundwasserhaushalt des jungtertiären Tiefenwassers mittels Grundwasseraltersbestimmung. In: Wasserwirtschaft in Bayern – aus dem Arbeitsbereich des Bayerischen Landesamtes für Wasserwirtschaft. 1983, S. 45–58.